# La Prairie (Minnesota)
Pour les articles homonymes, voir La Prairie (homonymie) et Prairie.
La Prairie est une ville située dans l'État du Minnesota dans le comté d'Itasca.

## Géographie
La localité de La Prairie est située juste au Sud de la ville de Grand Rapids. Elle porte le nom de la rivière La Prairie qui s'écoule sur son territoire et sur lequel cette rivière aborde sa confluence avec le fleuve Mississippi.

## Histoire
La toponymie du lieu date de l'époque de la Louisiane française et de la colonisation française du Pays des Illinois arpenté par les trappeurs et les coureurs des bois Canadiens-français au cours du XVIIe siècle.